# Abi Wallenstein

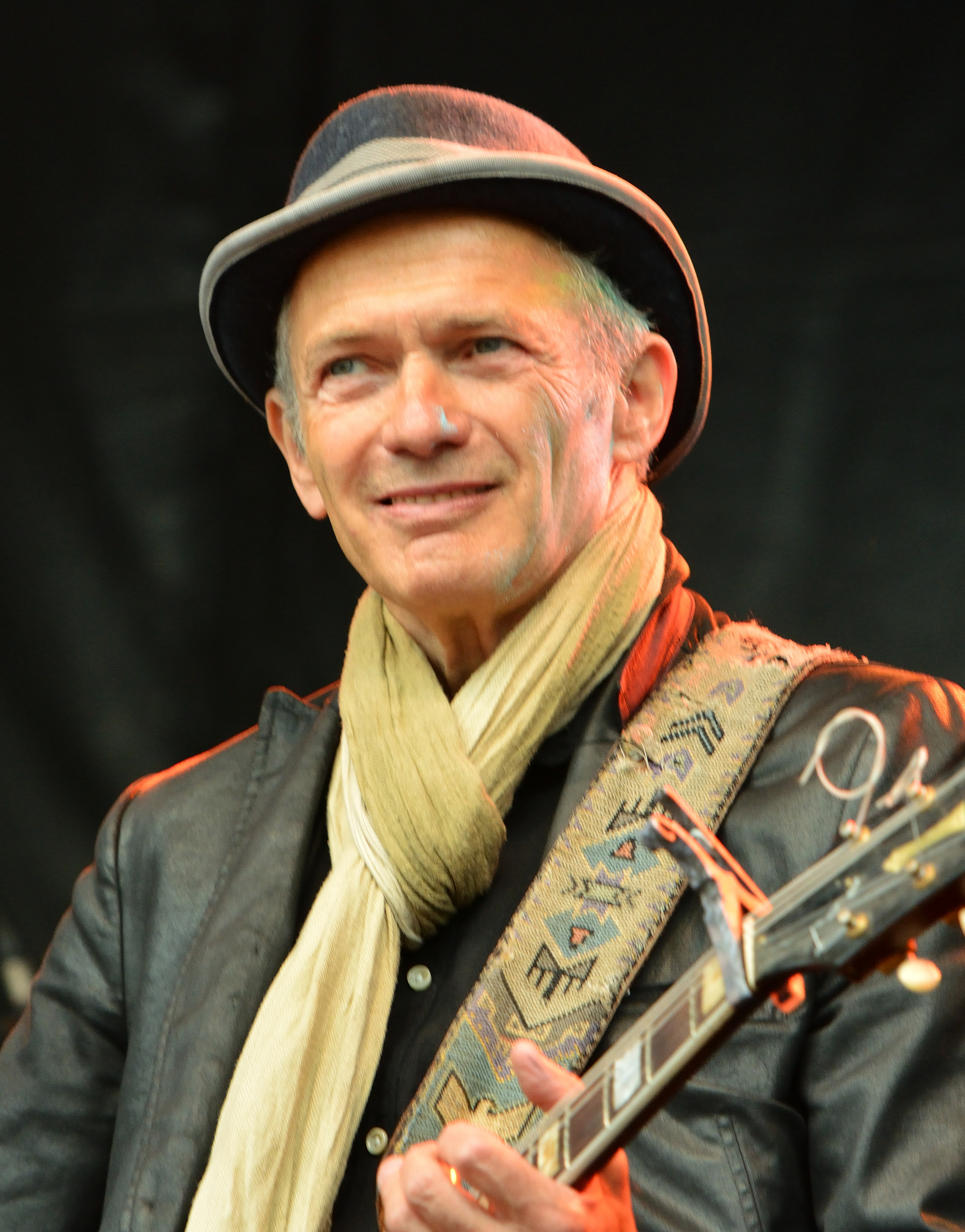
Abi Wallenstein beim Holsten Brauereifest 2016

Abi Wallenstein (* 8. Dezember 1945 in Jerusalem) ist ein deutscher Blues-Interpret (Gitarre und Gesang).
Seit 1960 lebt er in Deutschland, zunächst in Nordrhein-Westfalen, seit Mitte der Sechzigerjahre in Hamburg.

## Biografie
Wallenstein wurde in Rezensionen als „Vater der Hamburger Blues-Szene“ und „lebende Legende des Blues“ bezeichnet. Charakteristisch für sein Spiel ist sein Picking Style, der in der Tradition des Piedmont Blues oder texanischen Country Blues etwa eines Mance Lipscomb steht. Ebenso gehört die Slidegitarre des Delta Blues zu seinem Repertoire. Seine in Open Tuning gestimmten Gitarren weisen inspiriert von Big Joe Williams acht Saiten auf, was zusammen mit seiner authentischen Blues-Stimme seinen besonderen Klang ausmacht.

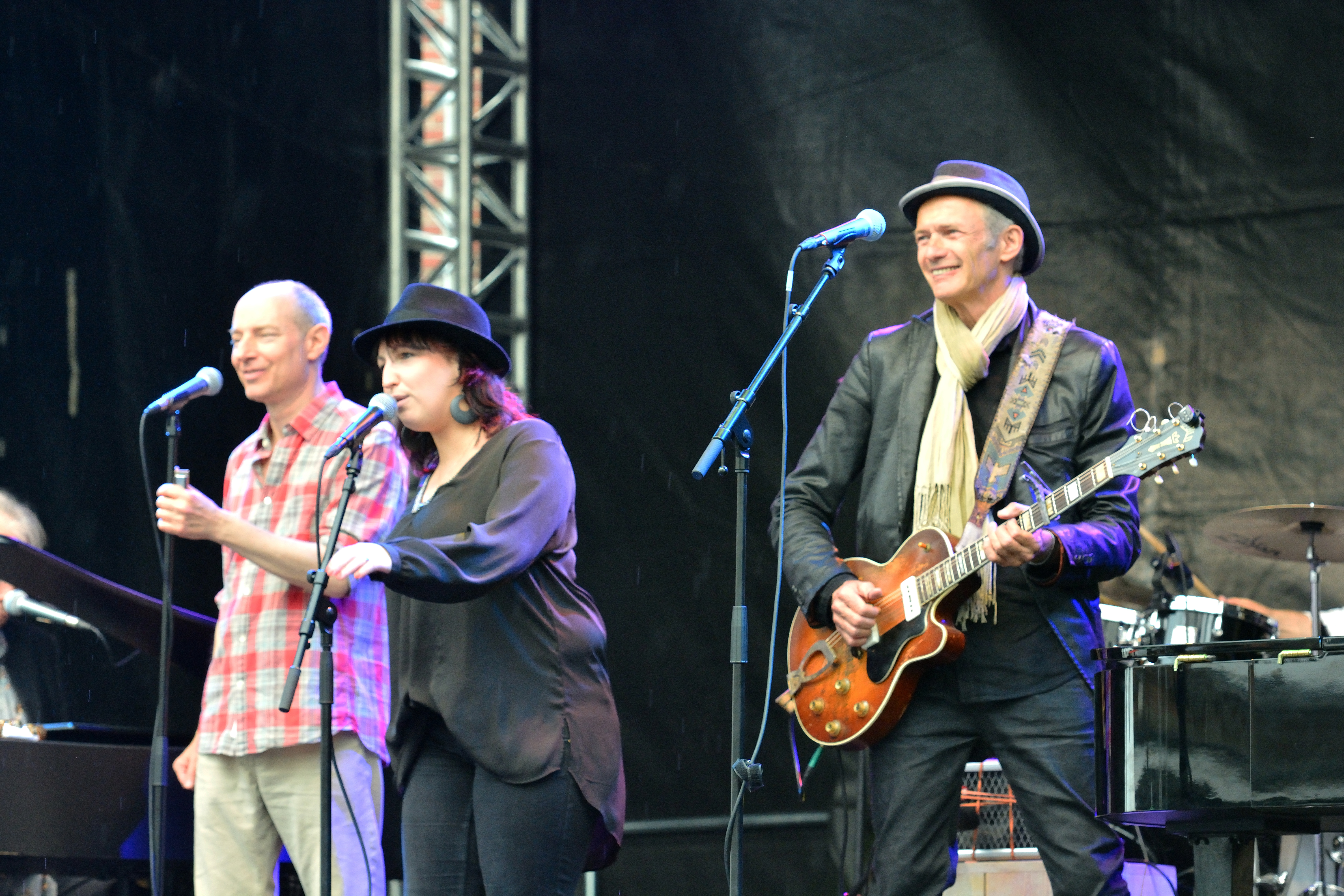
Abi Wallenstein bei einer Blues & Boogie Session mit Jessy Martens und Henry Heggen 2016

Als Blues-Interpret steht Wallenstein seit 1966 auf der Bühne und spielte seitdem in etlichen Bands. Dabei trat er mit  Musikern wie Joja Wendt, Vince Weber, Inga Rumpf, Axel Zwingenberger und Tom Shaka auf. Er gastierte bei zahlreichen Blues- und Boogie-Festivals, wie zum Beispiel dem Ascona Jazz Festival und Monopoly (Italien), dem Lahnsteiner Bluesfestival sowie Festivals in Aurillac, Chedigny und St. Aignan (Frankreich), Wien und Wels (Österreich), in Olsztyn und Toruń (Polen). Für Musiker wie Joe Cocker, Christy Moore, Fats Domino, Robben Ford, Eric Burdon und Johnny Winter trat er als Support auf.
Wallenstein spielt bis heute aktiv in ständig wechselnden Formationen, unter anderem in der Band „Blues Culture“ mit Steve Baker (Mundharmonika, Hintergrundgesang) und Martin Röttger (Cajon, Percussion). Auch mit „Prof. Washboard“ (Waschbrett, Drums und Percussion) sowie den Kieler Bluesmusikern Georg Schroeter (Piano) und Marc Breitfelder (Mundharmonika) und in diversen Duo-Konzerten, zum Beispiel mit dem Saxophonisten Kurt Buschmann.
Im Rahmen seines sozialen Engagements gab er 2001 ein Konzert für Obdachlose anlässlich einer Weihnachtsfeier in der Hamburger Übernachtungsstätte Pik As und verzichtete dabei auf die Gage.
Er hat zahlreiche LPs mit namhaften Bands und mehrere CDs unter eigenem Namen veröffentlicht.
Wallenstein lebt mit der Bühnenautorin und Regisseurin Maryn Stucken zusammen.

## Preise und Auszeichnungen
- 2004:  erhielt Wallenstein zusammen mit Steve Baker das Ravensburger Kupferle
- 2011–2014 und 2017–2021: neun German Blues Awards in der Kategorie „Solo/Duo“
- 2012 und 2014: German Blues Award in der Kategorie „Gesang – männlich (national)“[4]
- 2015: Preisträger des Blues-Louis im Rahmen des Lahnsteiner Bluesfestivals
- 2022: German Blues Award in der Kategorie „Tonträger (national)“ für Spirit of the Blues
- Preis der Deutschen Schallplattenkritik für die CDs Step in Time und Blues Culture

## Diskografie
- 1978 Bad News Reunion, Live im Logo (LP)
- 1980 Bad News Reunion, The Easiest Way (LP)
- 1981 Bad News Reunion, Two Steps Forward(LP)
- 1982 Bad News Reunion, Last Orders Please (LP)
- 1989 Bad News Reunion, Just One Night (LP)
- 1989 Abi Wallenstein Mit Uli Kringler, Christoph Buse, Stefan Gade, Rockin’ Shoes (LP)
- 1993 Abi Wallenstein mit Henry Heggen und Steve Baker, Two Times 2 (CD)
- 1995 Abi Wallenstein mit Joja Wendt, Good Morning Blues (CD)
- 1995 Abi Wallenstein mit Lars-Luis Linek, Blues, Shuffle, Cajun (CD)
- 1996 Abi Wallenstein mit Henry Heggen, Steve Baker und Christoph Buse, Blues Avenue (CD)
- 1998 Abi Wallenstein mit Joja Wendt, Blues on Air (Live) (CD)
- 1999 Abi Wallenstein & Friends, For Hinz & Kunzt (CD)
- 2000 Abi Wallenstein und Steve Baker, In Your Face (CD)
- 2003 Abi Wallenstein mit Henry Heggen, Steve Baker, Martin Röttger und anderen, Step in time (CD)
- 2007 BluesCulture mit Steve Baker, Christoph Buhse, Blues Culture (CD)
- 2009 BluesCulture, In Concert (LIVE) (CD)
- 2020 Live & Pure, Boogielicious featuring Abi Wallenstein mit Eeco Rijken Rapp, Bertram Becher und David Herzel (CD)

## Buchveröffentlichung
- Abi Wallenstein: My Style / Blues Songs & Adventures in Open G-Tuning. Bärensong Verlag, 2009. ISBN 3-940474-63-0.